# Basehor
Basehor is een plaats (city) in de Amerikaanse staat Kansas, en valt bestuurlijk gezien onder Leavenworth County.

## Demografie
Bij de volkstelling in 2000 werd het aantal inwoners vastgesteld op 2238.
In 2006 is het aantal inwoners door het United States Census Bureau geschat op 3523, een stijging van 1285 (57,4%).

## Geografie
Volgens het United States Census Bureau beslaat de plaats een oppervlakte van
8,1 km², geheel bestaande uit land. Basehor ligt op ongeveer 272 m boven zeeniveau.

## Plaatsen in de nabije omgeving
De onderstaande figuur toont nabijgelegen plaatsen in een straal van 20 km rond Basehor.